# Andersonia
Andersonia je rod stálezelených keřů z čeledi vřesovcovité, který obsahuje asi 30 druhů. Rod byl pojmenován anglickým botanikem Robertem Brounomem na počest vojenskému lékaři Andersonovi, doprovázejícímu J. Cooka.

## Popis
Malé stálezelené keře, větve jsou hustě pokryty kožovitými listy (u řapíku sevřenými), a na konci špičatými.

## Rozšíření
Rod zahrnuje asi 30 druhů a je rozšířen výhradně v západní Austrálii.

## Druhy
- Andersonia echinocephala (Stschegl.) Druce
- Andersonia grandiflora Stschegl.
- Andersonia lehmanniana Sond.